# Pradosia decipiens
Pradosia decipiens là một loài thực vật thuộc họ Sapotaceae đặc hữu của Brasil. Chúng hiện đang bị đe dọa vì mất môi trường sống.